# Antoine Laurain

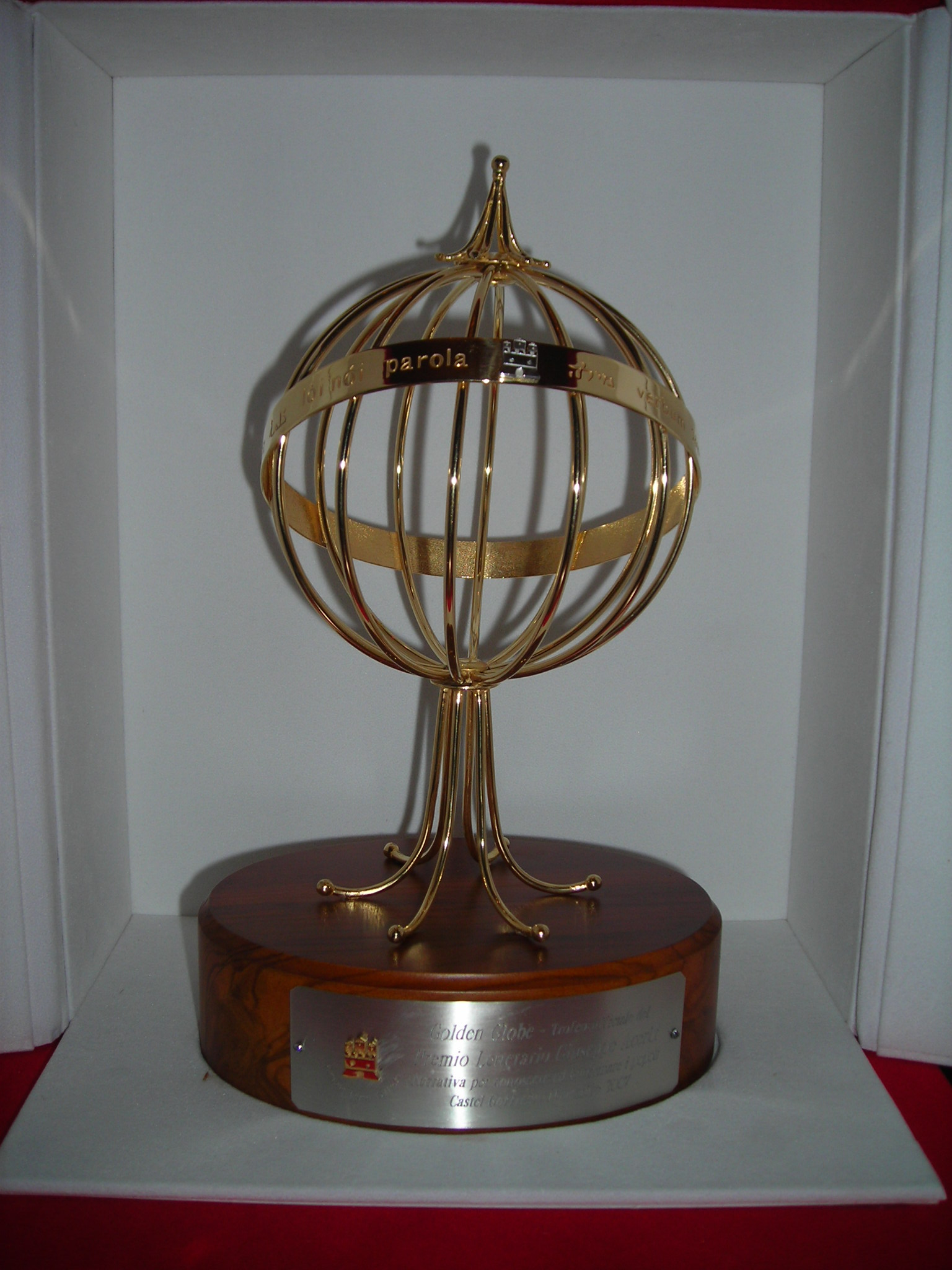
Premio letterario Giuseppe Acerbi.

Antoine Laurain (Parigi, 1972) è uno scrittore francese.

## Biografia
Il suo primo romanzo Ailleurs si j'y suis  ricevette il Premio Drouot nel 2007. Questo sarà seguito da Fume et tue (2008) e Carrefour des Nostalgies (2009). Nel 2012 Le Chapeau de Mitterrand fu uno dei successi letterari della stagione nel mese di gennaio. Il romanzo ha vinto il Premio Landerneau e il Premio Relay dei viaggiatori. Tradotto in undici lingue tra cui inglese con il titolo The president's hat (Il cappello del presidente) (Gallic Books), il romanzo nel 2013 si collocherà tra le migliori vendite di una traduzione francese nel Regno Unito. Antoine Laurain nel settembre 2013 fece un tour negli Stati Uniti "The president's hat tour", su invito di librerie indipendenti americane. Il tour durò quindici giorni e si svolse in dieci città.
La femme au carnet rouge è uscito nel 2014; il romanzo sarà tradotto in 18 lingue, tra cui in inglese con il titolo The red notebook (Gallic Books), in tedesco Liebe mit zwei Unbekannten (Hoffmann und Campe), in italiano La donna dal taccuino rosso (Einaudi).
Nel 2016, Liebe mit zwei Unbekannten entrò nella categoria best seller nella classifica Spiegel e Der Hut Präsidenten che scalò l'ottavo posto tra i libri più venduti in Germania. Nello stesso anno ha pubblicato Rhapsodie française, per Edizioni Flammarion.

## Riconoscimenti
Nel 2017 si è aggiudicato il Premio letterario Giuseppe Acerbi con il romanzo La donna dal taccuino rosso.

## Opere
- Ailleurs si j'y suis, 2007, romanzo. (Le Passage) - Prix Drouot 2007
- Fume et tue, 2008, romanzo. (Le Passage)
- Carrefour des nostalgies, 2009, romanzo. (Le Passage)
- Le Chapeau de Mitterrand, 2012, romanzo. (Flammarion) - Premio Relay 2012 - Premio Landerneau 2012.
- La Femme au carnet rouge, 2014, romanzo. (Flammarion)
- Rhapsodie française, 2016, romanzo. (Flammarion)